# Mieczysław Bossowski
Mieczysław Bossowski vel Zenon Krakowiak, ps. Żbik, Miły (ur. 22 sierpnia 1915 w Jabłonicy Polskiej, zm. 24 października 1994) – ksiądz, kapelan wojskowy Armii Krajowej, żołnierz gen. Andersa.

## Życiorys
Urodził się 22 sierpnia 1915 roku w przysiółku Budzyń należącym do Jabłonicy Polskiej jako syn Anieli z Menetów (ród karczmarzy ze Starej Wsi) i Pawła, pochodzącego z Bóbrki robotnika w kopalniach nafty w Zmiennicy i Borysławiu. Uczęszczał do gminnej szkoły podstawowej w Haczowie, absolwent gimnazjum w Krośnie (1935), gdzie w 1929 wstąpił do Sodalicji Mariańskiej. Święcenia kapłańskie otrzymał w trybie przyspieszonym z powodu wojny w Seminarium Duchownym w Przemyślu nocą 10 września 1939 z rąk biskupa Franciszka Bardy. Nad jego formacją duchową czuwał ks. Franciszek Misiąg.
Pełnił następnie posługę duszpasterską w Haczowie do aresztowania przez Gestapo proboszcza Marcina Tomaki 19 czerwca 1940. Zbiegł z dwoma towarzyszami do ks. Władysława Aszklara w Komborni, a stamtąd do Gaci koło Przeworska, gdzie 10 sierpnia 1940 wznowił działalność kapłańską i nawiązał kontakty z łącznikami Związku Walki Zbrojnej. 4 sierpnia 1941 przeniósł się do Rudołowic, a 26 listopada 1941 został obok Zbigniewa Pallaska drugim wikariuszem w Hyżnem przy proboszczu Ignacym Łacheckim. Wiosną 1942 został zaprzysiężony do Armii Krajowej jako kapelan placówki Hyżne przez jej dowódcę, ppor. Mieczysława Chendyńskiego, przyjmując pseudonim Żbik (do AK przystąpiło także dwóch z braci Bossowskiego, Rudolf i Stanisław). Był w wikarówce gospodarzem szkoleń, odpraw i kursów podoficerskich, udzielał kwatery ppor. Chendyńskiemu. Z czasem przyjął rolę zastępcy komendanta placówki. Pomagał swemu dowódcy w wystawianiu fałszywych kenkart i metryk dla poszukiwanych przez Niemców cywilów i uczestników konspiracji. Jednocześnie uczył w pięciu szkołach, wygłaszał liczne kazania; jego kazanie z okazji dziesiątej rocznicy koronacji obrazu Matki Bożej Łaskawej 8 września 1942 było inwigilowane przez gestapowca w cywilu. Po śmierci związanego z Hyżnem gen. Władysława Sikorskiego latem 1943 odprawił symboliczny pogrzeb Naczelnego Wodza, również pod obserwacją Gestapo.
W 1944 współpracował z zastępcą dowódcy odtwarzanego jako oddział leśny 14 Pułku Ułanów Jazłowieckich, Draganem Sotiroviciem. Pełnił funkcję kapelana tego oddziału. Według autobiografii Stefana Dąmbskiego jesienią 1944 Bossowski wezwał Dąmbskiego do Hyżnego i wyznaczył mu rolę przewodnika dla żołnierzy Sotirovicia. 18 listopada tego roku Bossowski uniknął aresztowania przez Milicję Obywatelską (według innej wersji został aresztowany i zbiegł). Według Dąmbskiego Bossowski zlecił mu w grudniu 1944 rozbicie posterunku MO w Hyżnem, podczas którego wykonawcy uprowadzili i zamordowali czterech funkcjonariuszy. Bossowski opuścił Hyżne i ukrywał się w innych parafiach, m.in. u sióstr zakonnych w Markowej. Od końca marca 1945 pełnił posługę w Gorzycach, pomagając przy odbudowie kościoła. 1 września 1945 wygłosił gościnne kazanie dla 30 tys. osób podczas odpustu w parafii Matki Bożej Pocieszenia w Radomyślu. 5 października 1945 został zatrzymany przez Urząd Bezpieczeństwa, zbiegł z aresztu dzięki pomocy majora i ukrywał się w okolicach Krosna. 6 stycznia 1946 wygłosił kazanie w Haczowie. Według doniesień Mieczysława Chendyńskiego dla UB z lat 1947–1951 miał stopień kapitana.
26 stycznia 1946 został przeprowadzony przez kuriera 2 Korpusu przez tzw. zieloną granicę do amerykańskiej strefy okupacyjnej w Niemczech (trasa wiodła przez Cieszyn i Pragę). Został skierowany przez Międzynarodowy Czerwony Krzyż do byłego obozu jenieckiego Oflag VII A Murnau w Bawarii, gdzie został mianowany przez gen. Franciszka Dindorfa-Ankowicza kapelanem Polskich Kompanii Wartowniczych oraz uczył religii i historii w polskim gimnazjum. Pod koniec kwietnia 1946 został wysłany do Włoch, gdzie dołączył do 2 Korpusu. Po wygłoszeniu kazania z okazji drugiej rocznicy bitwy pod Monte Cassino został przez gen. Władysława Andersa mianowany kapelanem 11 Batalionu Łączności i Szwadronu Żandarmerii. W tym okresie używał nazwiska Zenon Krakowiak.
Po rozformowaniu 2 Korpusu udał się 1 grudnia 1946 transportem do Anglii, został zatrzymany przez władze brytyjskie pod zarzutem nielegalnego przekroczenia granicy, a 11 grudnia trafił do obozu przejściowego w Walii. 8 lutego 1947 rozpoczął pracę duszpasterską w obozie Hereford West, następnie od 15 września tego roku w obozie dla niezdemobilizowanych oficerów polskich w Stratford (być może chodzi o bazę RAF Atherstone), gdzie pozostał do zamknięcia placówki w lutym 1948. Następnie osiadł wśród górników polskich w Hednesford, gdzie organizował obchody Dnia Żołnierza Polskiego i zapoczątkował uroczystości religijno-narodowe w pierwszą niedzielę po święcie Wniebowzięcia Najświętszej Maryi Panny (15 sierpnia), na które w 1950 przybyli prezydent RP na uchodźstwie August Zaleski, gen. Anders i były dowódca 8 armii brytyjskiej (obejmującej 2 Korpus podczas walk we Włoszech) gen. Oliver Leese. Od 1952 pracował w obozie dla przesiedleńców w bazie RAF Wheaton Aston i w Stratford. Powołując się na wytyczne Piusa XII wydalił ze społeczności parafialnej osoby uważane za komunistów. 11/12 października 1953 został napadnięty przez nieustalonych sprawców.
Od 1962 na zaproszenie dziekana Franciszka Kąckiego pracował w Birmingham, od października 1964 do sierpnia 1965 był wikariuszem w parafii Henryka Czornego w Leeds i kierował parafią po jego śmierci, od grudnia 1965 pełnił posługę w Bradford i od czerwca 1966 w Mansfield. W lutym 1968 wyjechał na leczenie do Nottingham. 1 sierpnia 1968 został proboszczem polskiej parafii w Forest Gate we wschodnim Londynie, 29 listopada 1969 został odwołany z funkcji po powrocie z pięciotygodniowego urlopu i skierowany do polskiego domu opieki Laxton Hall pod Laxton w hrabstwie Northamptonshire.
Nie mógł wrócić do Polski na pogrzeb matki ze względu na wyrok śmierci wydany przez władze komunistyczne. 
14 sierpnia 1976 został ponownie napadnięty przez nieustalonych sprawców i pobity, po czym opieką objął go biskup Northampton Charles Grant. W 1981 ks. Andrzej Budzyński, nowy proboszcz polski w Northampton, nawiązał z nim kontakt po latach wykluczenia z polskiego środowiska katolickiego w Anglii, a Bossowski zamieszkał u irlandzkiej rodziny Durkanów.
3 maja 1989 został odznaczony Złotym Krzyżem Zasługi, a w 1991 odwiedził Polskę. W lutym 1993 zamieszkał ponownie w Laxton Hall, a w czerwcu tego roku w Polskim Osiedlu w Penrhos w Walii.
24 października 1994 zmarł w szpitalu w Bangor w Walii i został pochowany 3 listopada w Hednesford. W tym samym dniu odbyły się msze ku jego pamięci w Jabłonicy Polskiej, Haczowie i Kombornii. 

## Pisma
- Jeśli chce tego historia – wspomnienia ks. Mieczysława Bossowskiego, red. Bogusław Kolarczyk, Mariusz Godek, wyd. II, staraniem Krzysztofa Rybki, Kolbuszowa 2004 (36 s.)

## Upamiętnienie
W 2003 ukazała się biografia Mieczysława Bossowskiego autorstwa jego bratanicy Ireny Lewickiej pt. Idźcie do okopów…!. 